# Seitenblicke
Seitenblicke ist ein unter der Generalintendanz von Teddy Podgorski kreiertes Fernsehformat des ORF, das seit dem 28. September 1987 in ORF 2 gesendet wird. Berichtet wird in den täglich drei bis fünf Minuten Sendezeit über das österreichische Gesellschaftsleben. Gedreht wird nicht nur bei diversen kleineren (zum Beispiel Geburtstagsfeiern Prominenter und Society-Events im „Marchfelderhof“), sondern auch bei größeren Veranstaltungen bis hin zu Großereignissen sowie auch, wenn Österreichbezug, aus dem Ausland (zum Beispiel von der Oscarnacht): „Ob Charity-Gala, Premiere oder feierliche Eröffnung – es gibt kaum ein gesellschaftliches Ereignis, bei dem die ‚Seitenblicke‘-Teams nicht mitten im Getümmel dabei sind.“

## Zeitschiene und Varianten
Ausgestrahlt wird Seitenblicke täglich um 20:05 Uhr als 3–6 Minuten dauernde Sendung in ORF 2, zwischen den Werbeblöcken nach der Zeit im Bild (ZIB 1) und dem anschließenden Wetter sowie kurz vor dem Hauptabendprogramm um 20:15 Uhr. Neben der Stammsendung gibt es noch den Wochenrückblick Seitenblicke Weekend, gesendet jeweils am Samstag nach der Mittags-ZIB (ca. 20 Minuten) sowie Spezialausgaben wie Seitenblicke-Spezial und Seitenblicke am Feiertag. Rund um die österreichischen Sommerbühnen gibt es seit 2018 die Spezialausgabe Seitenblicke Sommerbühne, die jeweils freitags um 21:50 Uhr vor der ZIB 2 ausgestrahlt wurde. Während Corona – in Ermangelung an Events – zeigten 2020 Österreichs Prominente ihre Lieblingsplätze in Seitenblicke Sommerfrische.
Die Signation basiert auf dem Song Make Me a Memory von Grover Washington, Jr. Die Sendung änderte zwar im Laufe ihres Bestehens mehrmals ihr optisches Erscheinungsbild, „das seitenblickende Auge in der Signation und die ‚Sekt-sprudelnde‘-Melodie [wurden jedoch] zu unverwechselbaren Trademarks des ORF.“

## Redaktion, Leitung und Reichweite
Leitende ORF-Chefredakteure der Seitenblicke: Hildegard Braunsberger, Ulrike Messer-Krol, Franz Kreuzer, Herbert Grunsky, Erwin Fischer, Evelyn Prochaska-Pluhar, Alexander Hofer. Seit 2018: Ines Schwandner. Zur Redaktion gehören: Alice Rath-Mayer, Alex. Hesse, Peter Koköfer, Marion Benda, Verena Hartlieb, Stefanie Zupan, Martin S. Pusch, Christian Reichhold, Karin Schiller, Paloma Schretter und Jesse Schwarz. Als Chef vom Dienst fungiert seit Jahrzehnten: Andreas „Ossi“ Merkl (Stand 2022).

## Sendungsdaten
Pro Woche treffen mehr als 100 Einladungen in der Seitenblicke-Redaktion ein, davon werden jedoch nur zwei bis vier Events je Abend von den „Seitenblickern“ wahrgenommen.
Vom Start im Jahr 1987 bis 1997 wurden im Auftrag des ORF die Seitenblicke von Otto Pammer mit seiner Pammer-Film produziert. Seit 1997 liegt die Produktion bei der Wiener Interspot Film Gesellschaft m.b.H von Rudolf „Purzl“ Klingohr und seinem Sohn Nils Klingohr.

## Protagonisten und Top 10
Die ersten Protagonisten, die für die Seitenblicke interviewt wurden, als das Format am 28. September 1987 erstmals auf Sendung ging, waren der TV-Kommissar Michele Placido (Allein gegen die Mafia) und Alfred „Django“ Rupf, Oberst der Polizei und langjähriger Leiter der Kriminalpolizei am Flughafen Wien-Schwechat, der als „Gangsterjäger“ in Österreich legendär geworden ist.
Wie Robert Reumann, längstdienender Redakteur bei den ORF-Seitenblicken, im Oktober 2007 anmerkte, sei die bis dahin einzige österreichische Prominente, „die sich nie in den ‚Seitenblicken‘ blicken ließ“, die Autorin und Literatur-Nobelpreis-Trägerin Elfriede Jelinek gewesen.
Für Christina Lugner hingegen, beispielhaft angeführt, die auch ohne ihren Ex-Ehemann Richard Lugner auf dem Society-Parkett mitmischen will, wäre „Das Leben […] weniger lebenswert, wenn es die ‚Seitenblicke‘ nicht mehr gäbe.“ Denn „schließlich würde man sie in Österreich ohne die ‚Seitenblicke‘ ‚sicher nicht kennen. Und das wäre doch schade.‘“
Führten im Jahr 2012 die Top 10 der meist interviewten Gäste Alfons Haider, Harald Serafin und Dagmar Koller an, hat sich fünf Jahre später zum 30-jährigen Sendungsjubiläum an den führenden Top 3 nichts verändert:
2017: Die Top 10 der meistinterviewten „Seitenblicke“-Promis:
1. Alfons Haider
2. Harald Serafin
3. Dagmar Koller
4. Marika Lichter
5. Otto Schenk
6. Helmut Zilk
7. Birgit Sarata
8. Marianne Mendt
9. Niki Lauda
10. Gery Keszler

2017: Die Top 10 der meistinterviewten unter 30-jährigen „Seitenblicke“-Promis:
1. Conchita, Künstlerin
2. Zoë Straub, Sängerin
3. David Alaba, Fußballer
4. Rebecca Horner, Tänzerin
5. Alois Mühlbacher, Sänger
6. Julian le Play, Sänger
7. Victoria Swarovski, Sängerin und Moderatorin
8. Stefanie Reinsperger, Schauspielerin
9. Sophie Stockinger, Schauspielerin
10. Nadine Leopold, Topmodel

2017: Die Top 10 der „Seitenblicke“-Begriffe:
1. der Rote Teppich
2. der Opernball
3. die Laudatio
4. der Dresscode
5. der Zwischenschnitt
6. Gästeliste/Zusagenliste
7. die VIP-Area
8. die Premierenfeier
9. das Buffet
10. der Marchfelderhof[3] (Deutsch Wagram)

## Zitat
„„[…] Ein Sendungsformat, das Einblicke gewährt, Dabeisein suggeriert, das Gesehene und Gehörte kommentiert oder manchmal auch für sich stehen lässt. […] Aber: Es ist stets ein respektvoller Einblick, den die „Seitenblicke“ ihren zahlreichen Zuseherinnen und Zusehern gewähren – und immer mit einem humorvollen Augenzwinkern!““

## Seitenblickegesellschaft
Unter Bezug auf die in der Sendung Seitenblicke „oft und gerne“ vorkommenden Personen wurde die Seitenblickegesellschaft zum festen Begriff für die medienpräsente Gesellschaftsschicht in Österreich und fand Eingang in den täglichen Sprachgebrauch. Die erstmalige Verwendung wird Erhard Busek, dem ehemaligen ÖVP-Politiker und Vizekanzler sowie späteren Präsidenten des Forum Alpbach, zugeschrieben:

„Dass auch die ÖVP-Regierungsriege immer stärker auf Inszenierungen und Events setzt, […] sieht Busek mit Verständnis: ‚Wir leben leider in der Seitenblicke-Gesellschaft. Die Adabei-Seiten sind die entscheidenden und die ÖVP trägt dem Rechnung.‘“

Als Stichwort hat die Seitenblickegesellschaft im Jahr 2009 Aufnahme sowohl im Österreichischen Wörterbuch (ÖWB) als auch im Duden gefunden:
- „Seitenblickegesellschaft: Personen, die oft und gerne im TV-Magazin ‚Seitenblicke‘ vorkommen.“ (ÖWB[12])
- „Seitenblickegesellschaft, die: (österr. für medienpräsente Gesellschaftsschicht)“. (Duden[13])
- „Seitenblickegesellschaft, die: – ‹nach dem Titel einer ORF-Sendung›: Angehörige einer Gesellschaftsschicht, die oft bei gesellschaftlichen Ereignissen dabei sind und dadurch hohe Medienpräsenz haben.“ (Duden: Wie sagt man in Österreich?[15])

## Lizenzierung
Red Bull Media House erhielt Lizenzen von ORF-Enterprise.
Das Seitenblicke Magazin stand in keinerlei Verbindung zur Fernsehsendung. Es wurde mit dem 7. Dezember 2016 eingestellt, das Onlineportal seitenblicke.at schloss Ende März 2017. Wolfgang Winter, Red Bull Media: „Die Seite konnte auch nach der Anfangsphase die in sie gesteckten Erwartungen nicht erfüllen.“

## Auszeichnungen
- 2012: Jubiläums-Romy für 25 Jahre Seitenblicke an Teddy Podgorski